# サンタポリナーレ・ヌオヴォ聖堂
サンタポリナーレ・ヌオヴォ聖堂（伊: Basilica di Sant'Apollinare Nuovo）は、イタリアのラヴェンナにあるキリスト教の教会堂であり、カトリック教会のバシリカ。東ゴート王国の王テオドリックによって、宮廷に隣接して建設された、アリオス派の数少ない遺構のひとつである。美しいモザイク画が残ることで非常に有名。

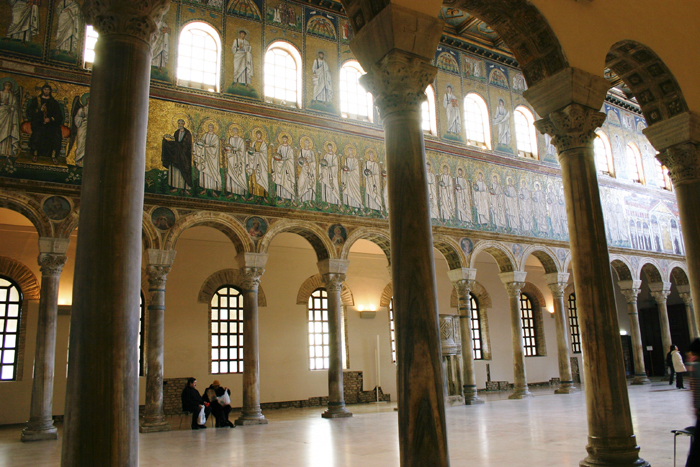
サンタポリナーレ・ヌオヴォ内部

ラヴェンナの初期キリスト教建築活動の第二期に建設された教会堂のひとつで、年代的にはアリウス派洗礼堂と時期を同じくする。サン・ヴィターレ聖堂などとともにラヴェンナの初期キリスト教建築群として世界遺産に登録されている。

## 歴史
ラヴェンナに残る他の教会堂と同じく、サンタポリナーレ・ヌオヴォ建設の経緯について知られることは非常に少ない。本来は聖アポリナリスに奉献されたものではなく、テオドリックが王宮に隣接するかたちで490年頃に建設した、標準的なバシリカ式教会堂であった。他のゴート族とともに、テオドリック自身もアリウス派（アレイオス派）に属しており、この教会堂もアリウス派の聖堂として建設されたと考えられる。
9世紀の歴史家アグネルスによれば、540年にラヴェンナが東ローマ帝国に再編入されると、ユスティニアヌス1世は異端とされたアリウス派の聖堂を全て没収し、これの補修を司教アグネルスに命じた。その際、この教会堂はアリウス派の聖堂から、異教徒と戦った聖マルティヌスの聖堂として奉献しなおされ、アリウス派を想起させる装飾は改編された。今日のモザイク画にもこのときのものと思われる修正の跡が残っている。
その後しばらくは聖マルティヌス聖堂として使用されていたが、856年に司教ヨハネス7世によって、ラヴェンナの外港であったクラッシス（現在サンタポリナーレ・イン・クラッセ聖堂のある場所）から聖アポリナリスの聖遺物がもたらされ、サンタポリナーレ・ヌオヴォ聖堂（新聖アポリナリス聖堂）と呼ばれるようになったといわれている。
11世紀に正面右側に高さ38mの円筒形鐘楼が建設された。16世紀になると正面にポルティコが付加されたが、これは第一次世界大戦の際にオーストリアの砲撃によって破壊されたため、後に再建されたものである。

## 構造
サンタポリナーレ・ヌオヴォ聖堂は、身廊とそれを取り囲む側廊からなる標準的な3廊式バシリカ教会堂である。身廊と側廊は12本のコリント式列柱により仕切られている。1514年から1535年にかけて構造が改編され、身廊上部の壁面の下部が削りとられた。コリント式柱頭上部に逆台形の副柱頭を載せ、その上の半円アーチで壁面を支えているが、これらの修まりの悪さはこの改造のためである。
天井は格子天井になっているが、これは17世紀に取り付けられたもので、本来はサンタポリナーレ・イン・クラッセ聖堂と同じく木造の小屋組が露出していた。

## 聖堂の装飾

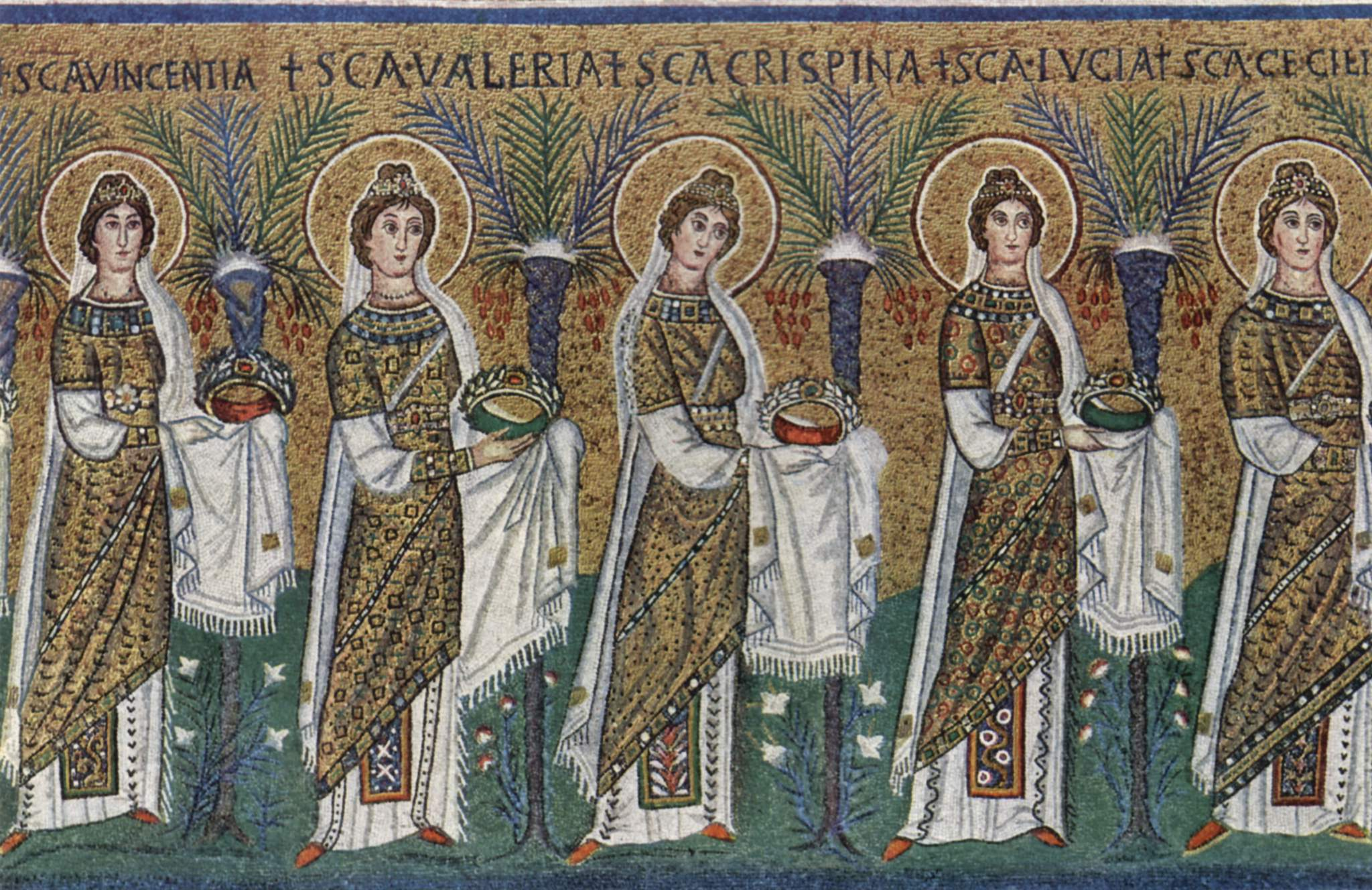
聖堂内部のモザイク画

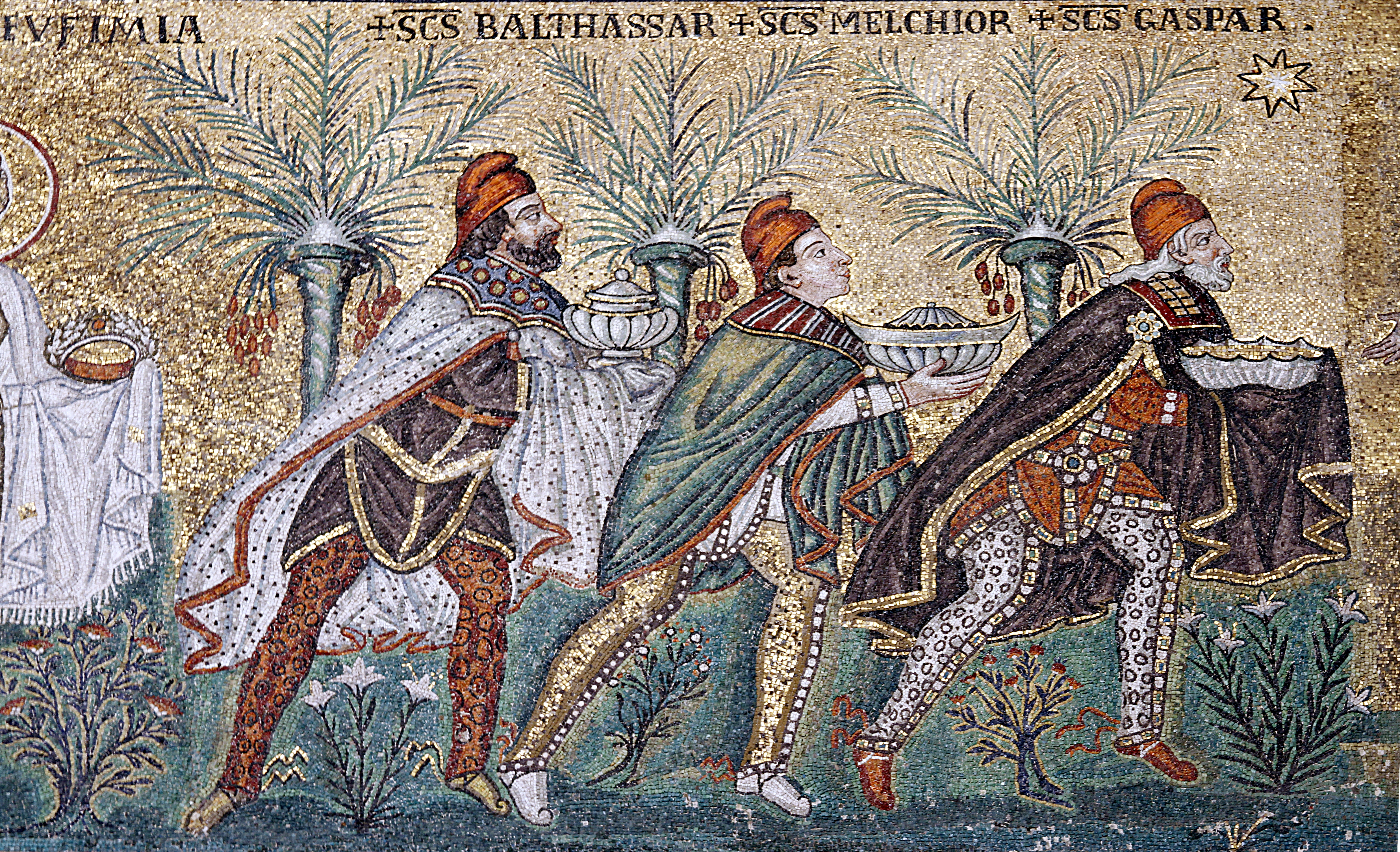
モザイク画（東方三賢人）

聖堂のモザイクはよく残っているが、たびたび高潮の被害に遭うようになったため、16世紀に創建当時から床面が1.2m以上高く持ち上げられた。このため床面に敷詰められていたモザイクは見ることができないし、内部空間の構成は比較的鈍重に見える。また、アプス部分は創建当時のものは完全に失われてしまっている。
内部の壁面上部には、6世紀時のままのモザイク画が存在している。元々4段構成になっていたが、最下段は床面が嵩上げされた際に取り壊された。最上段はキリストの奇跡と受難の26場面が画かれ、その下の高窓部分には旧約聖書の預言者または福音記者と12使徒（あるいは別の図像かもしれないが確証は全くない）と推察される16人の聖人像が配置される。
圧倒されるのはその下部である。北側には、3人のマギに導かれてラヴェンナの外港クラッシスを出立し、聖母子のもとに向かう22人の聖女の殉教者たちの参列が画かれている。南側は、聖マルティヌスに導かれてラヴェンナの王宮から天使に囲まれたキリストに至る26人の殉教者の参列が画かれている。ここに画かれている王宮はテオデリックの宮殿と考えられる。
3段目の図像には、もともとアリウス派を象徴するモザイク画が（例えば王宮の柱間やクラッシスの城壁などに）画かれていたらしく、いくつかの部分が改修されている。今ではアリウス派を想起する場面は全くない。

## 参考図書
- シリル・マンゴー著・飯田喜四郎訳『ビザンティン建築』（本の友社） ISBN 4894392739
- ジョン・ラウデン著・益田朋幸訳『初期キリスト教美術・ビザンティン美術』（岩波書店） ISBN 978-4-00-008923-4
- 益田朋幸著『世界歴史の旅　ビザンティン』（山川出版社）ISBN 9784634633100
- 香川壽夫　香川玲子著『建築巡礼42　イタリの初期キリスト教聖堂』（丸善）ISBN 9784621046166